# Lewan Gaczecziladze
Lewan Gaczecziladze (gruz. ლევან გაჩეჩილაძე, ur. 20 lipca 1964 w Tbilisi, zm. w sierpniu 2025) – gruziński polityk i biznesmen, deputowany do parlamentu od 1999. Kandydat opozycji w wyborach prezydenckich 5 stycznia 2008.

## Życiorys
Gaczecziladze urodził się w Tbilisi. Posiada wykształcenie ekonomiczno-matematyczne. Jego brat jest gwiazdą muzyki pop, o pseudonimie artystycznym Utsnobi (Obcy).
Lewan Gaczecziladze był znanym biznesmenem. Jego majątek szacowano na 10 milionów USD. Był właścicielem przedsiębiorstwa winiarskiego Georgian Wine and Spirit Company, która istnieje od 1994. W 1999 uzyskał tytuł Biznesmena Roku, a jego przedsiębiorstwo zostało uznana za najlepsze przedsiębiorstwo w kraju.

## Kariera polityczna
W 1999 roku Gaczecziladze wstąpił do Związku Obywateli Gruzji, partii politycznej prezydenta Eduarda Szewardnadze, realizując w ten sposób zamysł tej partii pozyskania kilku nowych twarzy przed wyborami parlamentarnymi. W wyniku wyborów parlamentarnych w 1999 wszedł w skład parlamentu. We wrześniu 2000, razem z grupą kilku deputowanych na czele z Dawitem Gamkrelidze, Gaczecziladze założył Nową Frakcję, oddzielną grupę posłów w parlamencie. W czerwcu 2001 Nowa frakcja przekształciła się w liberalną Nową Konserwatywną Partię Gruzji, nazywaną także Nową Prawicą, a Gaczecziladze został jej przewodniczącym. Funkcję tę sprawował do 2003.
Gaczecziladze był aktywnie zaangażowany w akcje demonstracyjne przeciw prezydentowi Micheilowi Saakaszwilemu w listopadzie 2007. Był jedną z czterech osób, które rozpoczęły strajk głodowy, żądając wcześniejszych wyborów parlamentarnych. W czasie protestów został ranny.

### Wybory prezydenckie 2008
12 listopada 2007 Lewan Gaczecziladze został ogłoszony wspólnym kandydatem opozycji w wyborach prezydenckich 5 stycznia 2008. Jego kandydatura była wspierana przez Radę Narodową, koalicję 10 partii opozycyjnych: Nową Prawicę, Partię Republikańską, Partię Konserwatywną Gruzji, Drogę Gruzji, Front Ludowy, Ruch Wolności, Ruch na Rzecz Zjednoczonej Gruzji, Forum Narodowe, partię Kartuli Dasi oraz partię Sami.
W wyborach prezydenckich 5 stycznia 2008 Gaczecziladze przegrał z Micheilem Saakaszwilim (52,8%) i zajął drugie miejsce, zdobywając 25,66% głosów.